# D-Pixed
D-pixed（ディー・ピクスト）はDOIchan!こと土井淳が開発した、Microsoft Windows用の256色モード専用グラフィックソフトウェア。1990年代後半にWindows環境で広く使われていたフリーのグラフィックソフトとして、きらきら筆と双璧をなした。 

## 歴史
1992年にPC-9821シリーズが登場し、PC-98シリーズにおいて256色表示が可能となった後も、ほとんどの美少女ゲームは互換性のため、PC-9801VMの仕様である「4096色中16色」を守り続けた。美少女CG製作者においても、16色対応のMS-DOS用ソフト「マルチペイント」が標準のお絵描きソフトであった。一方、Windows（1993年5月発売のWindows3.1）においては256色表示がデフォルトであり、またPCの性能によってはフルカラー表示も可能であったことから、1994年にはWindows3.1用のフルカラー対応のお絵かきソフト「SuperKiD」（ツァイト）や「デイジーアート」（市川ソフトラボラトリー）などが発売されている。もっとも、当時のWindowsは対応ゲームが無かったことから、ホビーユーザーにはほとんど普及していない。フルカラー（65,536色）が欲しければ40万円出してX68000を買った方が安かった。
1995年11月にWindows 95が発売されると大ブームとなって非常に普及し、ゲームもCGも次第にWindowsに移行し、Windows 95のデフォルトである「1677万色中256色」が標準となった。マシンスペックやソフトの制約で、まだフルカラーは厳しかったが、16色や256色といった厳しい制約の中においても、タイルパターン混色やディザパターングラデなどを駆使し、見栄えのするCGを製作する技法が長い蓄積の中で研鑽されていた。
1996年9月、D-Pixed 2.0が正式リリース。「Multi-Paint + Super KiD + α」というコンセプトで開発される。作者が1995年にリリースしたWindows3.1用ドット絵作成ツール「dotPIXed」（ver.1.1で開発終了）をベースとしている。当時いくつか存在したWindows用グラフィックソフトの中でも、D-pixedはフリーでありながら使いやすく、また作者自身がCG投稿コミュニティサイト「CG Artists' Guild」を用意したこともあって、鮪ペイントやマルチペイントからの乗り換えとして、当時CGネットワーカーズと呼ばれたCG製作者達に広く使われた。
ソフトの作者は、美少女CGが描ける人で、ソフトのアイコンや起動画面にも使われている「えみりぃちゃん」という猫耳美少女キャラクターがイメージキャラクターになっている。1990年代後半にWindows用のオンラインソフトとして提供されていたグラフィックソフトの開発者には、美少女CGに無関心な、あるいは毛嫌いする人もいた中、D-Pixedは美少女CGとの親和性が高かった。美少女漫画家の都築和彦が製作した「きらきら筆」と並び、1990年代後半における、美少女CGの描ける代表的な無料ソフトとして、『これでつくる!CG』シリーズや『CGネットワーカーズ自選作品集』シリーズなど、当時のいくつかのCG本で紹介されている。『これでつくる！CG』（PIRICA監修、BNN、1999年3月）が公式解説本にあたる。
しかし、美少女CGにおいて256色が標準であった時代は短かった。1998年6月に発売されたWindows98ではトゥルーカラーもしくはフルカラーが標準となり、この頃よりゲームのCGもフルカラーが標準となる。例えば1997年5月にLeafが発売した『To Heart』は、Leaf初のWindows対応256色対応ゲームであるが、1998年5月発売の『WHITE ALBUM』ではもうフルカラーになっている（『To Heart』も実はフルカラーで描かれており、OPTPiXで減色していた）。いちおう、ナローバンド時代は製作したCGをネットにアップロードする際、電話回線の通信料金を節約するために画像のサイズを大幅に落とす必要があったが、フルカラーの画像をフリーソフトで256色に非可逆圧縮するよりも最初から256色で描いた方が綺麗であったこともあり、Windows 95対応の256色専用グラフィックソフトに対する需要は大きかった。またアニメ塗りをする分においては256色で十分用が足りたため、1998年時点でも、D-Pixedは特にアニメキャラクターのCG製作において強みを発揮したが、実用性の観点からみると、さすがに16色や256色の美少女が実用に足る時代ではなくなってしまう（なお最後のDOS美少女ゲーとされる『ラブ・エスカレーター』の発売が1998年4月である）。
1999年、米ユニシス社によるGIF特許問題が起こり、特許料を払えないフリーソフトやシェアウェアにおいてGIF形式での保存が直接にはできなくなった（いったんBMP形式などで保存し、その後Windows付属のPaintなどでGIF形式に変換することになる）。マルチペイント時代から絵を描いている旧来のCG製作者は、MAG形式の代替として同じ256色形式のGIF形式を総じて使っていたため、GIF形式が扱えないということはD-pixedを始めとする旧来の256色専用グラフィックソフトにとって特に大きな痛手となった。D-Pixedも1999年リリースのver.2.16以降でGIFのサポートを廃止した。
もっとも、その頃までには旧来のCG製作者の多くがフルカラーCGに移行しており、フルカラー美少女CGにおける標準形式はJPGであるから、GIF画像や256色対応お絵かきソフトなどは使われなくなっていった。また新規にCGに触れた製作者たちは初めからフルカラーに対応した「Hyper-Paint」や「Pixia」などのフリーソフト、もしくはPhotoshopやPainterと言った市販ソフトを利用するようになっていたため、256色しか使えないという（上記の歴史を知らない者にとっては不可解な）制約のあるD-pixedは次第に使われなくなっていた。特に、デイジーアートの製作者がリリースしたフリーソフトであるPixiaは美少女キャラクターをイメージキャラクターとしているなど、美少女CGと親和性が高く、自前でユーザーコミュニティも組織したため、1999年の正式リリース後、ソフトに金を払えない初心者のCG描きの間ですぐに人気ソフトとなった（なおHyper-Paintは1997年の時点で商用ソフトに迫るほど高機能で、当時のソフトウェアダウンロードサイト窓の杜でも人気ソフトだったが、美少女CGを露骨に嫌っており、コミュニティも付かなかった）。
Windows95の普及とともに日本で普及したPhotoshopとPainterは、外国産ソフトながら国産ソフトとは使い勝手が段違いで、すぐに美少女CG制作者の間で標準となった。そのため「Photoshop + Painter + α」というコンセプトでトゥルーカラー（フルカラー）対応の「true-Pixed」なるソフトを開発する予定が作者のサイト上で告知されていた。「true-Pixed」は、2,000円から3,000円のシェアウェアとなる予定で、1999年初頭には公開される予定だったが、完成を迎えることがないままD-pixedはその役目を終え、作者のサイトも閉鎖された。
そもそもD-Pixedは、作者がゲームを作るために作ったソフトで、作ってみたら作者がこれまでお絵描きに使っていたSuperKiDより使いやすかったのでメインのお絵かきソフトとして使うようになっていたが、作者が後にPainterを購入すると、そちらの方が使いやすかったため、D-Pixedの作者自身もD-PixedではなくPainterでフルカラーCGを描くことが多くなっていた。D-Pixedは、作者が学生時代にリリースしたソフトだったが、大学院を卒業して就職して結婚すると、通勤や子育てなどが忙しく、やがて絵も描かなくなり、昔のCGが恥ずかしくなって、ホームページごと消してしまった。
ソフト自体はVectorにて公開されたまま残っており、絶版を避けた為、作者の権利も生きている。2000年代に入った後も使いやすいピクセルエディターとして根強い人気があったが、アンドゥが1回しかないなど近代的なお絵描きソフトとしては機能を欠いている部分も多く（1990年代後半の時点ではアンドゥがある時点で高機能だった）、2000年代後半になるとピクセルエディターとしてもEDGEなどにその役目が取って代わられた。

## 参照
1. ↑  ふるれびう - 窓の杜
2. ↑  お絵かきソフト「D-Pixed」がv2.10に 窓の杜